# 大谷睦
大谷 睦（おおたに むつみ、1962年 -）は、日本の推理作家。東京都出身。

## 略歴
様々な職業を経て、2013年から執筆を始め、2021年に『クラウドの城』で第25回日本ミステリー文学大賞新人賞を受賞。

## 作品リスト

### 単著
- クラウドの城（2022年2月、光文社 ISBN 978-4334914493 / 2024年3月 光文社文庫 ISBN 978-4-334-10242-5)

### 雑誌等掲載作品
小説
- 「この世界、罪と罰」 - 『ジャーロ』No. 83（2022年7月号）

エッセイ
- 北海道ライフ - 『小説宝石』2022年3月号 / tree 2022年2月 新刊著者エッセイ
- 「シンコの味」 - 『小説すばる』2022年6月号
- 死は常に傍らにある - tree 2024年3月 光文社文庫新刊エッセイ